# Fritz Roessler
Fritz Roessler (* 27. Juni 1870 in Frankfurt am Main; † 17. November 1937 in Königstein im Taunus) war ein deutscher Industrieller.

## Leben
Roessler studierte an der Universität Heidelberg, der Bergakademie Clausthal und der Universität Berlin Chemie. 1891 wurde er in Heidelberg Mitglied des Corps Suevia. Nach Beendigung seines Studiums, das er 1894 in Berlin mit der Promotion zum Dr. phil. abschloss, trat er 1894 in die von seinem Vater Heinrich Roessler gegründete Deutsche Gold- und Silber-Scheideanstalt vorm. Roessler ein. Er leitete das Unternehmen bis 1923 als Direktor und war anschließend Vorsitzender des Aufsichtsrats.
Roessler gehörte den Aufsichtsräten der Metallgesellschaft AG, Voigt & Haeffner AG in Frankfurt am Main, Adlerwerke vorm. Heinrich Kleyer AG, Matthes & Weber AG in Duisburg und der Darmstädter und Nationalbank KGaA an. Von 1926 bis 1937 war er mehrfach Präsident des Physikalischen Vereins.
Von 1913 bis 1923 war er Stadtrat im Frankfurter Magistrat. Die Universität Frankfurt verlieh ihm 1923 die Ehrendoktorwürde eines Dr. rer. pol. h. c. und ernannte ihn zu ihrem Ehrenbürger.